# BongaCams
BongaCams是一个总部位於荷兰的成人网站，它由塞浦路斯公司Proweb Progressive Development Ltd运营，用戶可以在該網站上看到模特在网络摄像头前裸露身體和做出性行为、表演脫衣舞、講下流話以及用性玩具手淫。所有的用戶都可以加入一般的聊天室，而模特可以通过色情表演从用户那里获得打賞。